# オデュッセウスとディオメデスに発見されるアキレウス
『オデュッセウスとディオメデスに発見されるアキレウス』（オデュッセウスとディオメデスにはっけんされるアキレウス、西: Aquiles descubierto por Ulises y Diómedes、英: Achilles discovered by Ulysses and Diomedes）は、1617-1618年にキャンバス上に油彩で描かれた絵画である。17世紀フランドルのバロック期の巨匠アンソニー・ヴァン・ダイクが制作したが、ルーベンスが手を加えている。表されているのは、トロイ戦争に参戦する前にアキレウスがオデュッセウスとディオメデスに発見される場面である。この絵画は本来、ルーベンスと、デン・ハーグにいたイギリス大使ダドリー・カールトン卿の間の1618年の美術品交換に含まれていたが、ルーベンスが「私の最良の弟子 (ヴァン・ダイク) が制作」と記したためカールトン卿から受け取りを拒まれ、後にスペインに送られた。以後、旧マドリード王宮に掛けられていたが、現在はマドリードのプラド美術館に所蔵されている。

## 作品

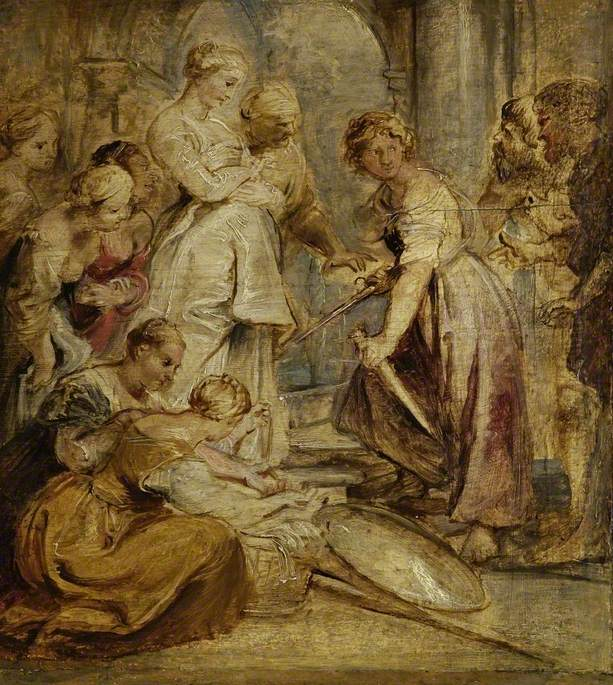
ピーテル・パウル・ルーベンス『リュコメデスの娘たちの間のアキレウス』 (1618年ごろ)、フィッツウィリアム美術館、ケンブリッジ

預言によれば、アキレウスはトロイ戦争で死ぬ運命であった。この運命を避けるために、彼の母は彼を少女としてリュコメデス王の宮廷に匿った。アキレウスは王の娘たちと歳月を過ごし、デイダメイアと恋に落ちる。オデュッセウスとディオメデスはこの状況を知っていたが、トロイ戦争でアキレウスに助力をしてもらうことを望んでいた。彼らは商人になりすまし、アキレウスを見つけ出すためにリュコメデスの娘たちに贈り物をする。彼らが期待した通り、アキレウスは宝石や女性の装身具よりも武器に興味を示して、自身の男としての本性を露呈してしまう。
本作に表されているのは、右側にいるオデュッセウスが剣を抜こうとするアキレウスを非難する場面である。オデュッセウスはアキレウスにトロイ人と戦たうために参戦するよう呼びかける。左側の人物たちの間には他の女性たちに取り囲まれたデイダメイアがおり、彼女は愛するアキレウスがすぐに出発してしまうことを感じ取っている。当時、彼女はすでにアキレウスの子を身ごもっていた。
フィッツウィリアム美術館 (ケンブリッジ) には本作のためのルーベンスによる油彩下絵が所蔵されているが、本作が大きな構図の変更をしていることが認められる。一般にルーベンスの数多い油彩下絵と対応する完成作を比較すると、本人以外によるものではありえない構図の変更が行われている。すなわち、画面中の適切な表現を目指して人物は画面に比して大きくなり、ポーズはより明快で静止的に、構成はいっそう緊密になっている。こうした点を考慮すれば、完成作にこそルーベンスの最終的構想が実現されていると見ることができる。
この作品を前にした時、経験豊富な美術史家であっても、制作が主にヴァン・ダイクによりなされたことを見て取ることは容易ではない。ヴァン・ダイクが関与していることを知っていれば、研究者パリスが述べているように、「いささか唐突な明暗の肉付け、肌理の荒さ、生気溢れるハイライト」などにヴァン・ダイクの手が見て取れるようでもある。しかし、別の研究者フリーへが「この絵にヴァン・ダイクの手を認知することは不可能である」と断言していることからも明らかなように、制作の手分けに関して研究者間の一致を見ることは難しいであろう。おそらく、ヴァン・ダイクの巧みなルーベンス作風の模倣と、ルーベンスの巧みな加筆によって、この絵画は『皇帝テオドシウスと聖アンブロシウス』 (美術史美術館、ウィーン) 同様、高い水準においてルーベンスの作品として仕上がっているのである。